# Гильом I де Нарбонн
Гильом I (фр. Guillaume Ier de Narbonne; ум. 1397) — виконт Нарбонна с 1388 года. Старший сын Эмери VI Нарбоннского и его третьей жены Беатрисы Арборейской.

## Биография
Согласно договору от 30 апреля 1388 года Эмери VI и Гильом I признали себя вассалами графа Арманьяка Жана III в обмен на ежегодную ренту в 400 ливров и заключили военный союз. Вскоре после этого Эмери VI умер, и Гильом I вступил в управление виконтством.
Он был женат на Герине, дочери Марка Рожье де Бофора, сеньора де Канийяк, и Катерины Оверньской. Сын:
- Гильом II (ум. 1424), виконт Нарбонна, судья Арбореи

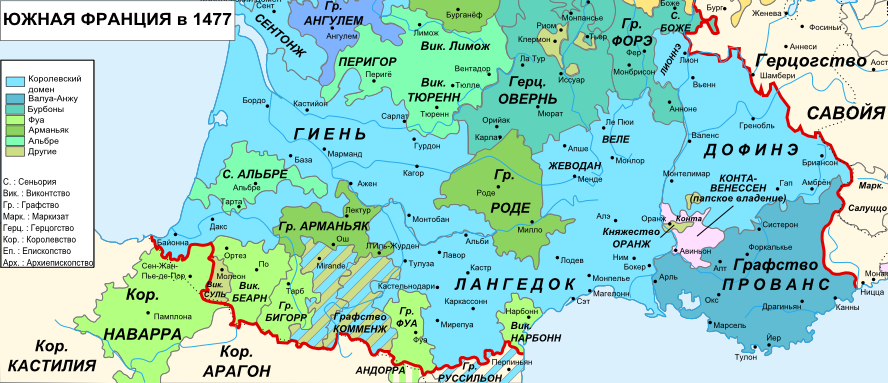
Виконтство Нарбонн на карте Южной Франции XV в.

В завещании, составленном в августе 1397 года, Гильом I наказал похоронить его в аббатстве Лаграсс, и назначил опекунов своих сыновей: Пьер де Фенуйле, виконт д’Иль и де Кане (кузен), Жан де Сон, сеньор де Фиту (дядя), и Раймонд де Каскатель (экюйер).
Вскоре после составления завещания Гильом I умер. Его вдова вышла замуж за Гильома де Таньера, сеньора де Мардонь.